# Teofil Godecki

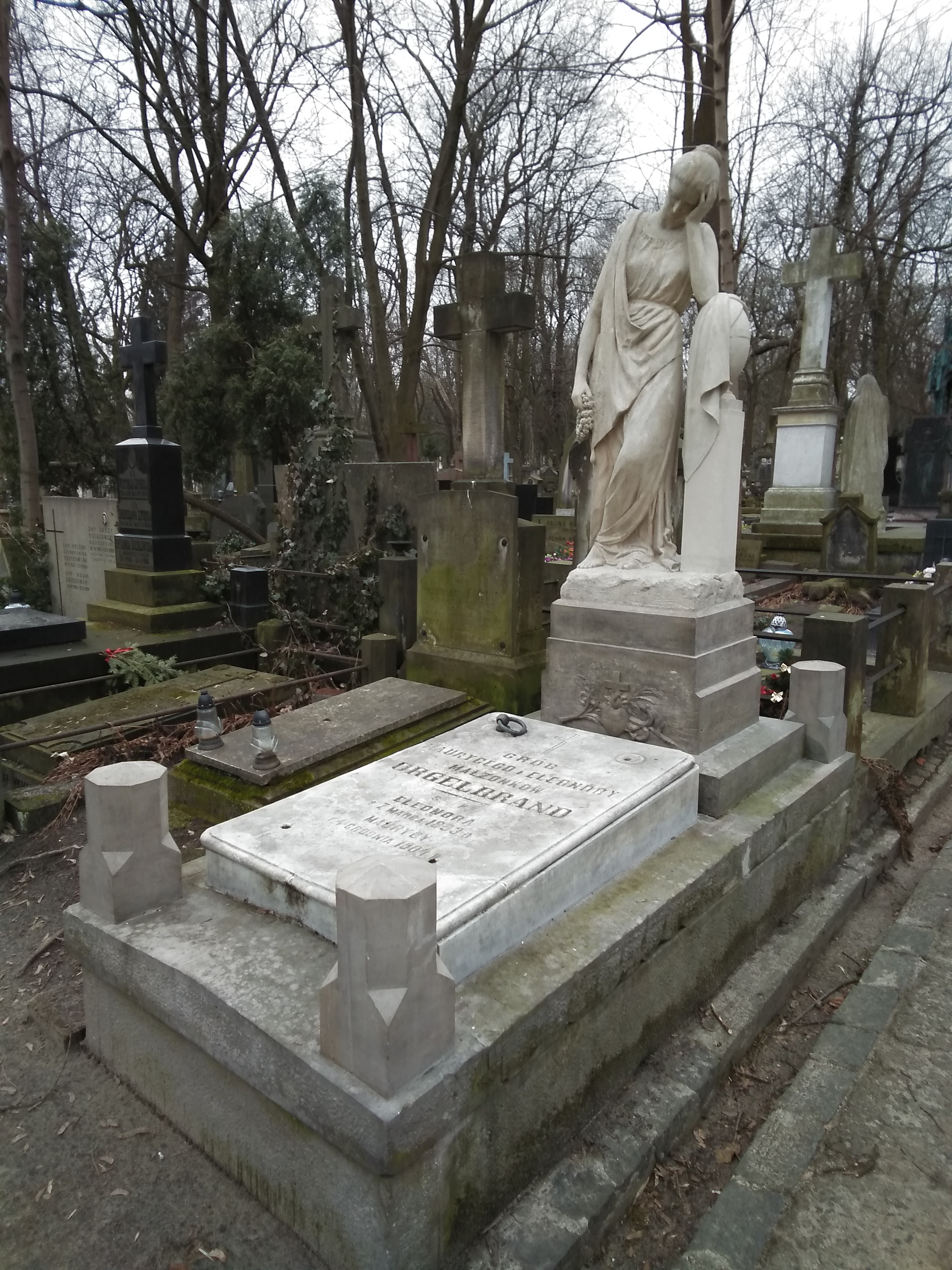
Nagrobek Maurycego Orgelbranda na cmentarzu Powązkowskim dłuta T. Godeckiego

Teofil Godecki (ur. w 1847 w Warszawie, zm. 4 czerwca 1918 tamże) – polski rzeźbiarz. 
Był synem malarza Michała Godeckiego (1802–1879) i młodszym bratem malarza Michała. Kształcił się w warszawskiej Klasie Rysunkowej, a od 1873 przez sześć lat we Włoszech - w Akademii Świętego Łukasza w Rzymie, a potem we Florencji. Od 1878 mieszkał i tworzył w Warszawie, gdzie w 1894 założył również firmę sztukatorską.  
Tworzył rzeźby w różnych materiałach: marmurze, piaskowcu, brązie, gipsie oraz w materiałach ceramicznych. W jego dorobku artystycznym znajdują się medaliony, popiersia, rzeźby nagrobne, figury sakralne, znane są też jego prace medalierskie. 
Godecki wielokrotnie brał udział w wystawach Zachęty, Towarzystwa Przyjaciół Sztuk Pięknych w Krakowie i Towarzystwa Przyjaciół Sztuk Pięknych we Lwowie. 
Prace Teofila Godeckiego znajdują się w kolekcjach Muzeum Narodowego w Krakowie, Muzeum Łazienki Królewskie w Warszawie i we Lwowskiej Galerii Obrazów. Ponadto jest autorem m.in. nagrobka Maurycego Orgelbranda na cmentarzu Powązkowskim oraz pomnika biskupa K. Borowskiego w katedrze płockiej.